# Plaisir (tổng)
Tổng Plaisir tỉnh Yvelines trong vùng Île-de-France của Pháp.

## Phân chia hành chính
Tổng Plaisir bao gồm 3 xã:
- Plaisir: 31 045 dân, (chef-lieu de canton)
- Les Clayes-sous-Bois: 17 059 dân
- Thiverval-Grignon: 773 dân